# Blooming Prairie, Minnesota
Blooming Prairie là một thành phố thuộc quận Dodge, tiểu bang Minnesota, Hoa Kỳ. Năm 2010, dân số của thành phố này là 1996 người.

## Dân số
- Dân số năm 2000: 1933 người.
- Dân số năm 2010: 1996 người.